# Rickrolling
Rickrolling er et internetfænomen som går ud på at narre en person ind på YouTube, via et link til Rick Astleys hit "Never Gonna Give You Up". Som oftest[kilde mangler] kommer de ind i den tro at de skulle se noget andet, og bliver derfor rickrolled.
Rick Astley har sagt at han synes det er morsomt, så længe hans datter ikke bliver flov over det.